# Grans Planes
Les Grans Planes (també conegudes originàriament com a "The Plains") són una àmplia extensió de terres planes, en gran part cobertes amb praderies, estepes i zones de pastures, situades als Estats Units i el Canadà. Són entre l'oest dels prats d'herbes altes vora del riu Misisipi als Estats Units i l'est de les muntanyes Rocoses que voregen els Estats Units i el Canadà. El seus espais comprenen: 
- La totalitat de Kansas, Nebraska, Dakota del Nord i Dakota del Sud
- Parts de Colorado, Montana, Nou Mèxic, Oklahoma, Texas i Wyoming
- Les àrees del sud d'Alberta, Saskatchewan i Manitoba

La regió és coneguda per la ramaderia extensiva i l'agricultura de secà. La part canadenca de les Grans Planes es coneix com les praderies canadenques. Cobreix gran part d'Alberta i del sud de Saskatchewan, i una banda estreta del sud del Manitoba.

## Ús

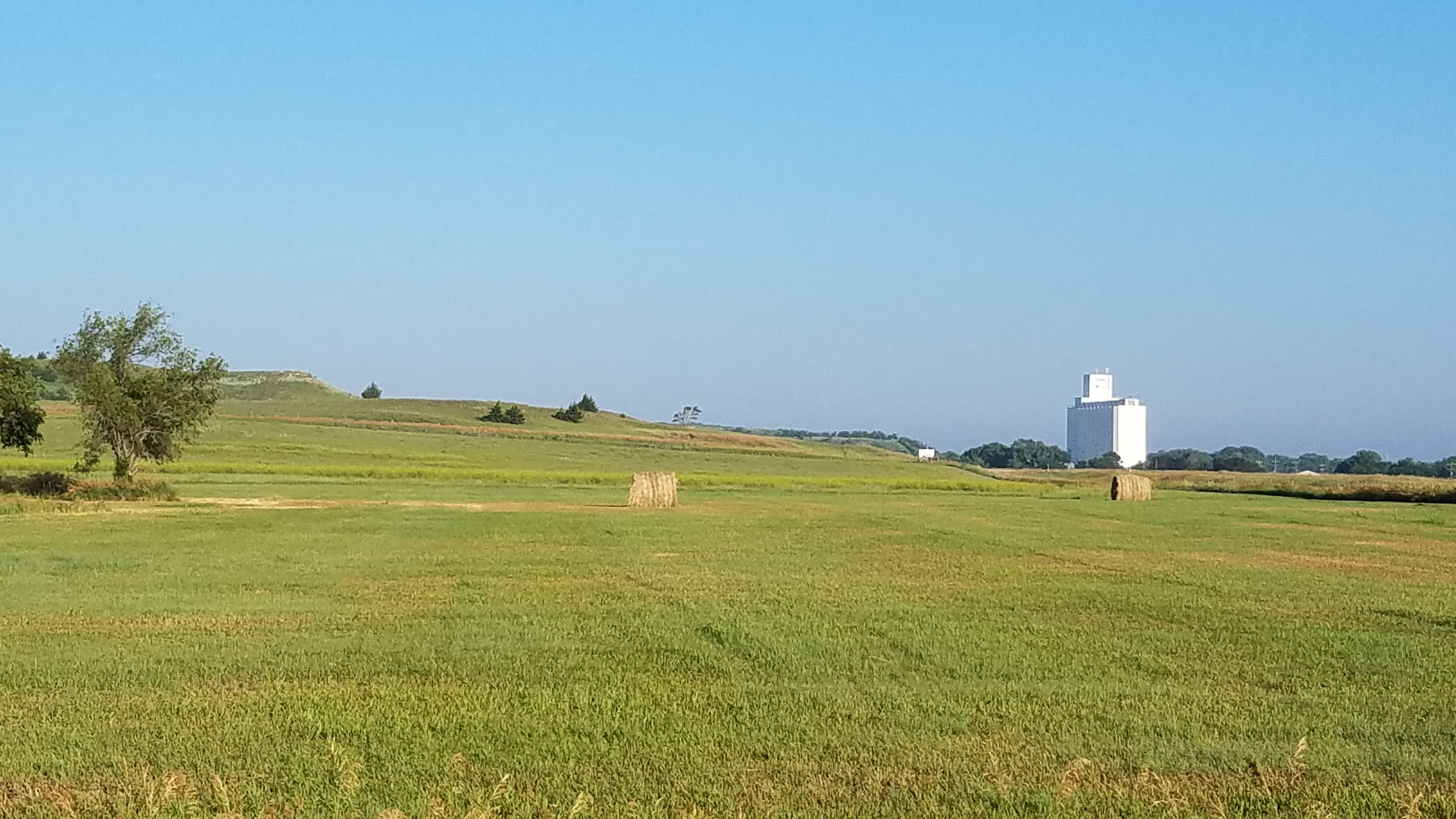
Les Grans Planes a prop d'una comunitat agrícola al centre de Kansas

El terme Grans Planes s'utilitza als Estats Units per a descriure una subsecció de la divisió fisiogràfica, encara més vasta, de les planes interiors, que comprenen bona part de l'interior de l'Amèrica del Nord. També es coneix com a regió de la geografia humana, referida a les Planes Índies o als "Estats de les Planes".
A Canadà, el terme rarament s'utilitza. El Natural Resource Canadà, com a departament governamental responsable de la seva cartografia oficial, tracta les planes interiors com una unitat formada per diversos altiplans i àrees relacionades. No hi ha cap regió denominada "Grans Planes" al The Atlas of Canadà. En termes de geografia humana, el terme praderia s'utilitza més sovint al Canadà, i la regió es coneix com a Praderies canadenques o simplement "Les Praderies".
El North American Envionmental Atlas, produït per la Comission for Environmental Cooperation, una agència NAFTA integrada per les agències geogràfiques dels governs mexicà, americà i canadenc, utilitza el terme "Grans Planes" com a ecoregió, sinònima de praderies i pastures predominants, en lloc d'una regió fisiogràfica definida per la topografia. Aquesta ecoregió inclou cinc subregions: praderies temperades, praderies semiàrides del centre-oest, praderies semiàrides del sud-central, planes costaneres de Louisiana i Texas, i la plana semiàrida de Tamaulipas-Texas, que es superposen o s'expandeixen sobre altres denominacions similars.

## Extensió

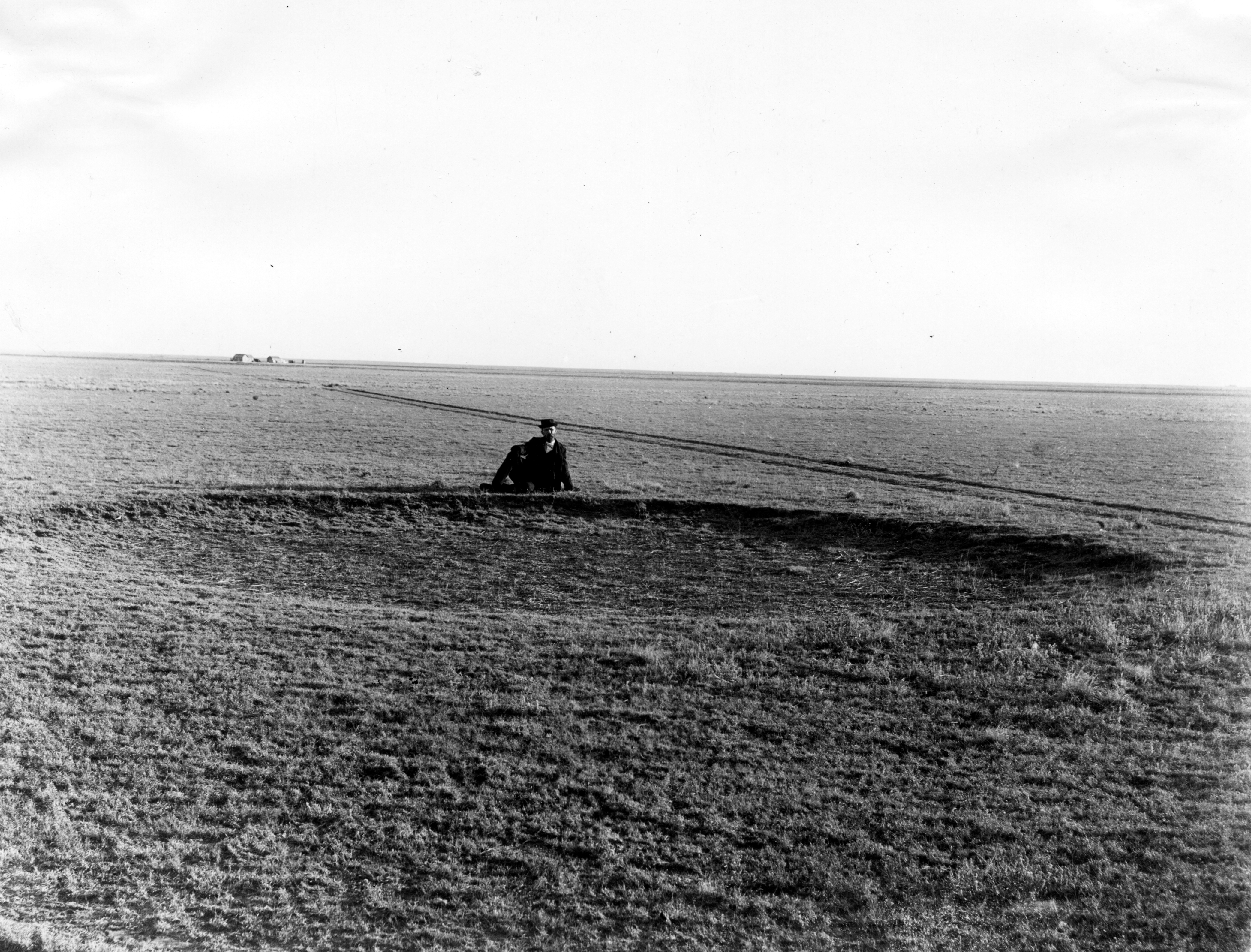
Les Grans Planes abans que les herbes natives fossin llaurades, Comtat de Haskell, Kansas, 1897, mostrant a un home assegut darrere d'una depressió coneguda com buffalo wallow

La regió té uns 800 km de l'est a l'oest i uns 3.200 km de nord a sud. Gran part del seu espai va acollir ramats de bisons americans fins que van ser caçats, prop de la seva extinció, durant la meitat/finals del segle xix. Té una superfície aproximada de 1.300.000 km². La visió actual en relació amb els límits geogràfics de les Grans Planes es mostra en el mapa del Center for Great Plains Studies, de la Universitat de Nebraska-Lincoln.
El terme "Grans Planes", que cobreix la regió compresa entre l'oest del Meridià 96 a l'oest i l'est de les muntanyes Rocoses, no s'utilitzava generalment abans de principis del segle xx. L'estudi de Nevin Fenneman 1916, Physiographic Subdivision of the United States va fer que el terme "Grans Planes" fos més utilitzat. Abans, la regió era habitualment coneguda com a "Altes Planes", a diferència de les planes inferiors de la praderies dels estats de Oest Mitjà. Avui s'utilitza el terme " planes altes " com una subregió d'aquest espai americà.

## Geografia
Les Grans Planes són la porció més occidental de les vastes planes interiors nord-americanes, que s'estenen a l'est fins a l'Altiplà dels Apalatxes. El Servei Geològic dels Estats Units divideix les Grans Planes dels Estats Units en deu subdivisions fisiogràfiques: 
- Meseta de Missouri o altiplà de Missouri (que també s'estén al Canadà), glacial - a l'est de Dakota del Sud, al nord i l'est de Dakota del Nord i al nord-est de Montana;
- Meseta de Missouri, no glacial, des de l'oest de Dakota del Sud, al nord-est de Wyoming, al sud-oest de Dakota del Nord i al sud-est de Montana;
- Black Hills - oest de Dakota del Sud;
- Altes Planes - sud-est de Wyoming, sud-oest de Dakota del Sud, oest de Nebraska (incloses les Sand Hills), est de Colorado, oest de Kansas, oest d'Oklahoma, est de Nou Mèxic i nord-oest de Texas (inclosos Llano Estacado i Mango de Texas);
- Plains Border - el centre de Kansas i el nord d'Oklahoma (inclosos els Flint, Red and Smoky Hills);
- Colorado Piedmont - est de Colorado;
- Secció de Raton - nord-est de Nou Mèxic;
- Vall del Riu Pecos - est de Nou Mèxic;
- Meseta Edwards - sud del centre de Texas; i
- Secció de Texas Central - Texas central.

Les Grans Planes consisteixen en un ampli tram de país sustentat per estrats gairebé horitzontals que s'estén del meridià 97 a l'oest fins a la base de les muntanyes Rocoses, en una distància que compren dels 480 a 800 km. El seu espai compren els límits del nord de la frontera mexicana fins a Canadà. L'altitud de les planes augmenta gradualment des dels 370 m. a l'est fins a 1800 m. prop de les muntanyes, amb un relleu local generalment petit. El clima semiàrid no permet el creixement dels arbres i obre una visibilitat de gran abast.
Les planes no són una unitat senzilla. Són d'estructura diversa i amb estrats discontinus produïts pel desenvolupament erosiu. De vegades són interromputs per buttes (turons) i cingles. Sovint queden trencats per valls. Tot i així, hi predomina una superfície àmplament extensa, de relleu moderat, que fa que rebi el nom de Grans Planes.
El límit occidental de les planes sol estar ben definit per la pujada brusca de les muntanyes. El límit oriental és més climàtic que topogràfic. La línia de pluja anual de 20 polzades, tendeix cap al nord-est, vora del meridià 97. Si s'ha de traçar un límit, on la natura només presenta una transició gradual, es pot prendre aquesta línia de pluja per dividir les planes més seques de les praderies més humides. Les planes es poden descriure en les seccions nord, inter mitja, central i sud, en relació amb certs trets peculiars.

### Grans planes del nord

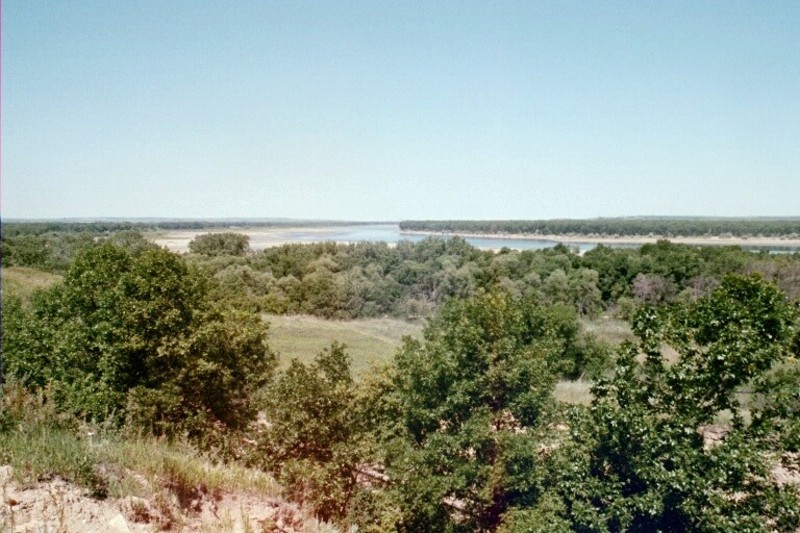
La Vall del Riu Missouri, al centre de Dakota del Nord, a prop de Stanton, ND

La secció nord de les Grans Planes, al nord del Paral·lel 44 °nord, inclou l'est de Montana, el nord-est del Wyoming, la major part del nord i del sud de Dakota, i les praderies canadenques. Es tracta d'un peneplà amb una dissecció moderada.
Aquestes planes son dels millors exemples en la seva categoria. Els estrats són del Cretaci o terciari primerenc, gairebé horitzontals. La superfície es mostra com una plana de degradació amb una pujada gradual que arriba a barrancs irregulars amb un estrat resistent. També hi ha capes de lava, meses i formes de dics crestats que de forma ocasional, superen el nivell general de mes de 150 m. i demostren l'erosió generalitzada de les planes circumdants. Tots aquests relleus són més abundants cap a les muntanyes del centre de Montana. El peneplà ja no es troba en el cicle de l'erosió que va ser testimoni de la seva producció. Sembla que va patir una pujada regional o un augment de l'elevació, ja que la part superior del riu Missouri i els seus afluents ja no flueixen a la superfície de la plana, sinó a valls ben obertes, centenars de peus per sota del nivell general. Una excepció significativa de la regla de les valls madures es produeix, però, en el cas del Missouri. El riu més gran dels Estats Units, es veu trencat per diverses caigudes sobre pedres de sorra dura en uns 80 km. est de les muntanyes. Aquesta característica peculiar s'explica com a resultat del desplaçament del riu des d'una vall preglacial que es classifica millor com a glacera continental del Plistocè. Aquí, el substrat de gel va estendre les planes de les terres altes canadenques, moderadament elevades situades al nord-est, en lloc de les muntanyes molt més altes properes a l'oest. L'altitud actual de les planes properes a la base de muntanya és de 1.200 m.
Les planes del nord estan interrompudes per diverses petites zones de muntanya. Les Black Hills, principalment a l'oest de Dakota del Sud, són el grup més gran. S'alcen com una gran illa del mar, ocupant una superfície ovalada d'uns 160 km al nord-sud,i 80 km a l'est-oest. Al Black Elk Peak, aconsegueixen una altitud de 2.199 m. i tenen un relleu efectiu sobre les planes de 910 m. Aquesta massa de muntanya és d'estructura plana, de cúpula, amb una bona dissecció radiant als corrents adjacents. Els estrats superiors més febles han estat erosionats fins al nivell de les planes, on les seves vores revoltades es trunquen de forma uniforme. Els següents estrats més durs han estat prou erosionats per revelar el nucli de les roques ígnies, cristal·lines, ígnies i metamòrfiques subjacents, aproximadament la a meitat de la zona mes alta.

### Grans planes intermèdies

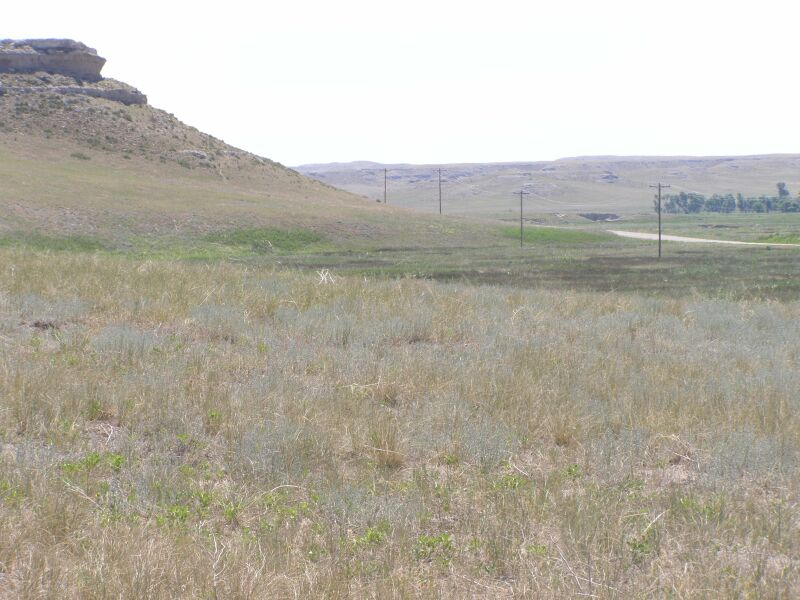
Capes d'època del Miocè sota les capes posteriors del Plistocè i Holocè (Monument Nacional de les Capes Fossilíferes d'Agate), Nebraska

A la secció intermèdia de les Planes, se situa entre el Paral·lel 44 °nord i el Paral·lel 42 ° nord, incloent el sud de Dakota del Sud i el nord de Nebraska. Es caracteritza per una erosió d'alguns dels seus espais. Coneguda com a Badlands, és una forma minuciosament disseccionada amb un relleu d'uns pocs centenars de metres. Això es deu a diverses causes: 
- el clima sec, que impedeix el creixement de prats herbacis
- la textura fina dels estrats terciaris als districtes de Badland
- cada petit recorregut, en moments de pluja, esculpeix la seva petita vall.[8]

### Grans Planes Centrals

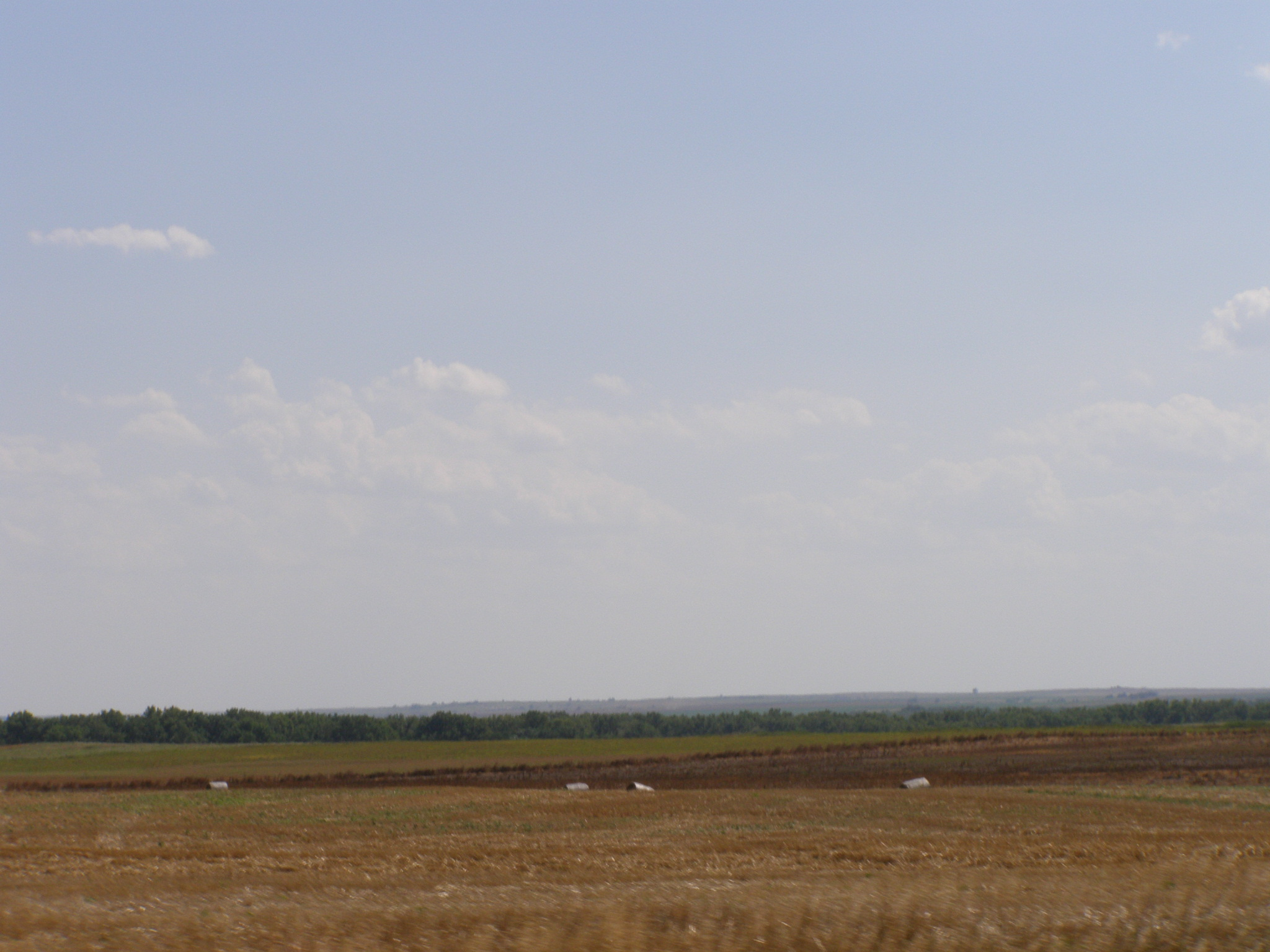
Les Altes Planes de Kansas, també conegudes per Smokey Hills, a prop de Nicodemus, Kansas

La secció central de les Grans Planes, situada entre les Paral·lel 42 °nord i Paral·lel 36 °nord, ocupa l'est de Colorado i l'oest de Kansas. Es tracta de forma majoritària, d'una plana fluvial dissecada. Aquesta secció es va cobrir amb una part de plana de grava i sorra inclinada suaument que s'havia estès per una àmplia zona denudada com a dipòsit a peu de muntanya pels rius que baixaven de les parts superiors. Des de llavors, ha estat més o menys disseccionada per l'erosió de les valls. La secció central de les planes presenta un marcat contrast amb la secció nord. La secció nord deu la seva suavitat a l'eliminació de les graves i sorres locals d'una superfície anteriorment desigual per l'acció de la degradació dels rius i dels seus afluents. Mentre que la secció sud deu la seva suavitat a la deposició de grava i sorres, importades sobre una superfície anteriorment desigual, per l'acció d'agradació dels rius i els seus distribuïdors sortints. Les dues seccions també s'assemblen en què les zones mes altes residuals sobrepassen el peneplà de la secció nord, mentre que la plana fluvial de la secció central soterra completament el relleu preexistent. Excepcionalment, al sud-oest, a prop de les muntanyes del sud de Colorado, algunes meses amb capes de lava (Mesa de Maya, Raton Mesa) es troben a diversos milers de metres per sobre del nivell de la plana general. Així, testimonien l'erosió generalitzada d'aquesta regió abans de procés d'agradació.

### Grans planes del sud

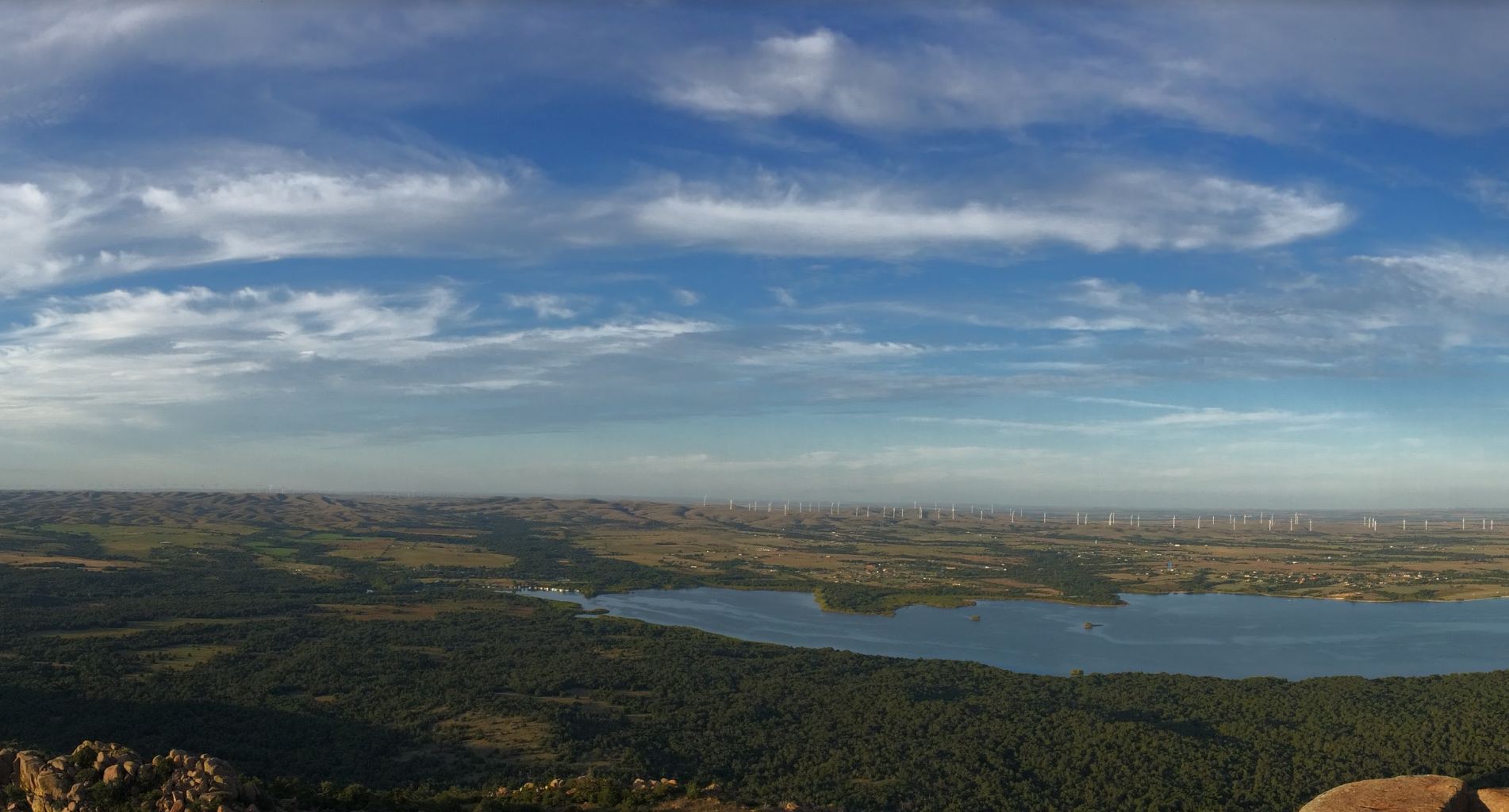
Vista del llac Lawtonka, aerogeneradors i planes des de dalt del Mount Scott (Oklahoma).

La secció sud de les Grans Planes, entre el Paral·lel 35,5 ° Nord i el Paral·lel 25,5 ° Nord, es troba a l'oest de Texas, l'est de Nou Mèxic i l'oest d'Oklahoma. Igual que la secció central, és en gran part una plana fluvial dissecada. No obstant, les terres més baixes que l'envolten per totes bandes la situen en un relleu tan fort que s'identifiquen en una mesa, que es coneix en l'època de l'ocupació mexicana com a Llano Estacado. Mesura aproximadament uns 240 km. est-oest i 640 nord-sud. És de traç molt irregular, estrenyent-se cap al sud. La seva altitud és de 1.700 m al punt més alt de ponent, la més propera a les muntanyes d'on són originàries les seves graves. Des d'allà, baixa cap al sud-est en un ritme decreixent. Primer aproximadament uns 3,7 m i després uns 1,3 m/km, a les seves fronteres orientals i del sud, on és de 610 m. d'altitud. Igual que les planes altes més al nord, el pendent es extraordinàriament suau.
És molt seca, excepte les làmines d'aigua poc profundes i temporals després de les pluges. El Llano està separat de les planes del nord per la vall madura del riu Canadian, i de les muntanyes a l'oest per l'ampla iall del riu Pecos. A l'est es troba fortament reduïda per l'erosió que remunten de les capçaleres dels rius Rojo, Brazos i Colorado de Texas. Presenta uns cingles irregulars entre els 150 a 240 m d'alçada, amb vistes a la zona central denudada d'aquest estat. Entre els rius Brazos i Colorado, apareixen una sèrie de cingles aïllats, amb una base de pedra calcària que es sustenta en l'cingle del Llano, a l'oest. com els cims que venen de l'est de les Grandes Planes. La part sud i estreta de la mesa, anomenada altiplà d'Edwards, està més disseccionada que la resta, i cau cap al sud en un pendent desgastat. Aquest escarpament domina la plana costanera de la badia de Rio Bravo. La zona denudada central, a l'est del Llano, s'assembla a la secció est-central de les planes, amb l'exposició de les roques més antigues. Entre aquestes dues àrees similars, a l'espai limitat pels rius Canadian i Rojo, s'aixequen els contraforts sotmesos de les muntanyes Wichita a Oklahoma, les formes més occidentals del sistema Ouachita.

## Paleontologia

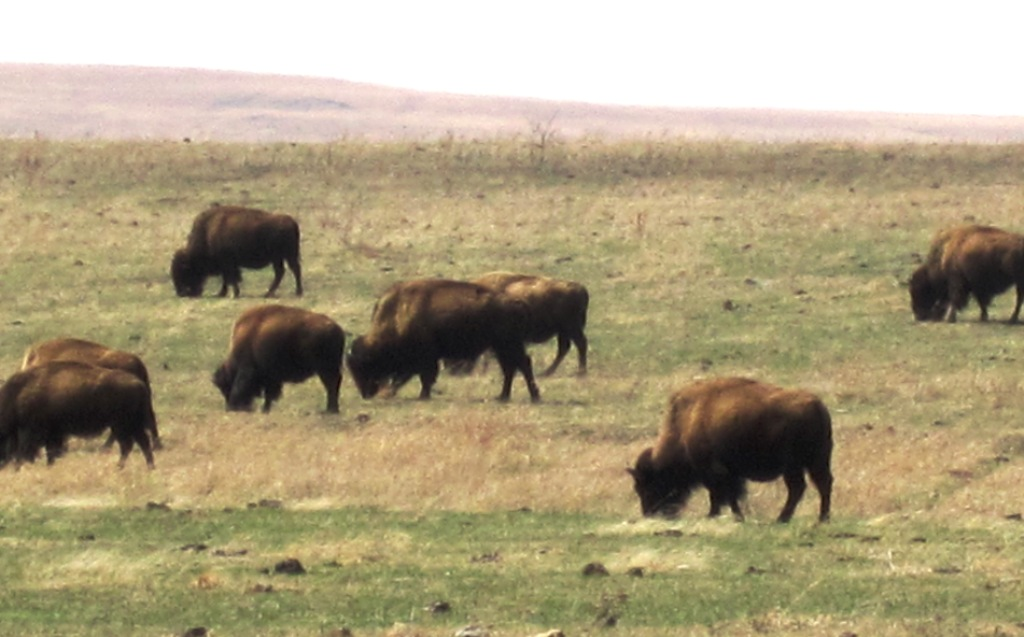
Bisó a la Tallgrass Prairie Preserve d'Oklahoma

Durant el període Cretaci (fa 145-66 milions d'anys), les Grans Planes van estar cobertes per una mar interior poc profunda anomenada Mar Niobrarà. No obstant això, durant entre el Cretaci superior i el Paleocè (fa 65-55 milions d'anys), aquest mar havia començat a retrocedir, deixant enrere uns gruixuts dipòsits marins i el terreny relativament pla que havia ocupat el Mar Niobrarà.
Durant l'època Cenozoica, aproximadament fa uns 25 milions d'anys, entre els períodes Miocè i Pliocè, el clima continental va fer favorable a l'evolució de les praderies. Els biomes forestals existents van decaure, i les pastures es van estendre molt més. Les pastures proporcionaven un nou nínxol per als mamífers, incloent molts ungulats i glirs, que van canviar les dietes de brosteig per les de pastura. Tradicionalment, la propagació de les pastures i el desenvolupament dels herbívors que pasturen han estat fortament vinculats. Amb tot, un examen de les dents dels mamífers prehistòrics trobats, suggereix que es tracta de l'hàbitat obert i granós i no de l'herba pròpiament, el que va permetre relacionar els canvis de dieta en els mamífers, donant lloc a la hipòtesi de “grit, not grass ”.
Les troballes paleontològiques de la zona han mostrat ossos de mamuts, gats dentats de sabre i altres animals prehistòrics, així com desenes d'altra megafauna (animals grossos de més de 45 kg., com ara peresosos gegants, cavalls, mastodonts i lleons americans, que van dominar la zona de les antigues Grans Planes durant milers a milions d'anys. La gran majoria d'aquests animals s'extingiren a Amèrica del Nord al final del Plistocè (fa aproximadament 13.000 anys).

## Clima

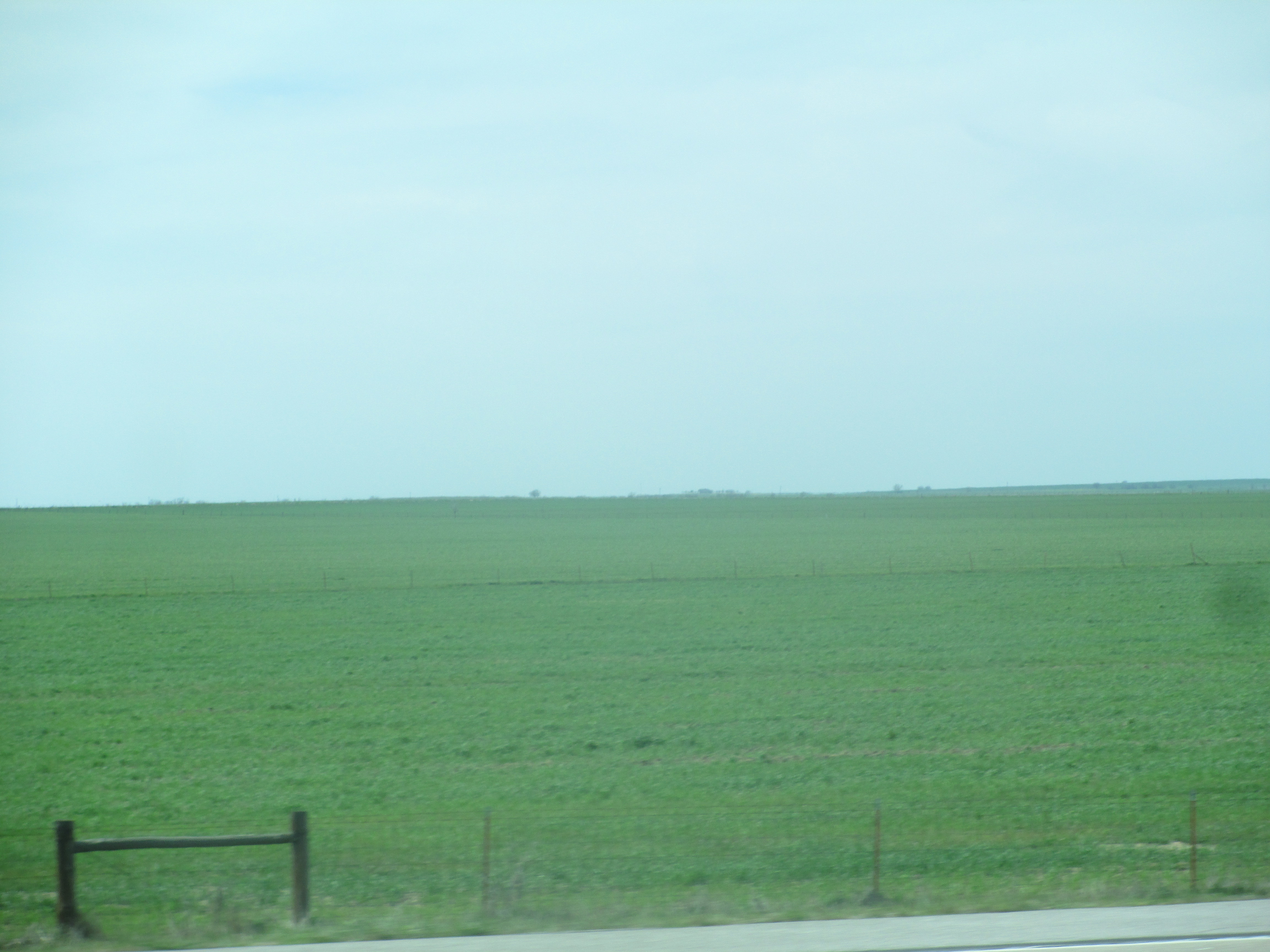
Una visió de les Grans Planes del sud, al sud d'Oklahoma, al nord de Burkburnett, Texas

En general, les Grans Planes presenten una àmplia gamma de climes, amb hiverns molt freds i durs, i estius molt calorosos i humits. Les velocitats del vent solen ser molt elevades, sobretot a l'hivern. Les pastures es troben entre els biomes menys protegits. Els humans han convertit gran part de les praderies amb cultius agrícoles o per crear pastures. Les Grans Planes tenen tempestes de pols majoritàriament cada any.
El meridià 100 a l'Oest es correspon aproximadament amb la línia que divideix les Grans Planes en una àrea que en rep 510 mm o mes de pluges l'any i una superfície que rep menys de 510 mm. En aquest context, el Planes Altes, així com el sud d'Alberta, al sud-oest de Saskatchewan i l'est de Montana són principalment estepes semi àrides i es caracteritzen en general per pastures o terres de cultiu marginal. Aquesta regió està sotmesa periòdicament a períodes de sequera prolongats. Els forts vents de la regió poden generar tempestes de pols devastadores. Les Grans Planes de l'est, a prop del límit oriental cauen a la zona de clima subtropical humit de les zones del sud, mentre que les zones del nord i del centre cauen en el clima continental humit.
Moltes tempestes es produeixen a les planes de la primavera a l'estiu. La part sud-est de les Grans Planes és la zona activa de tornados més gran del món, i a vegades es coneix com el Corredor de tornados.

## Flora
Les Grans Planes formen part de la North American Praires Province, regió vegetal que s'estén des de les muntanyes Rocoses fins als Apalatxes.

## Història

### Contacte original americà

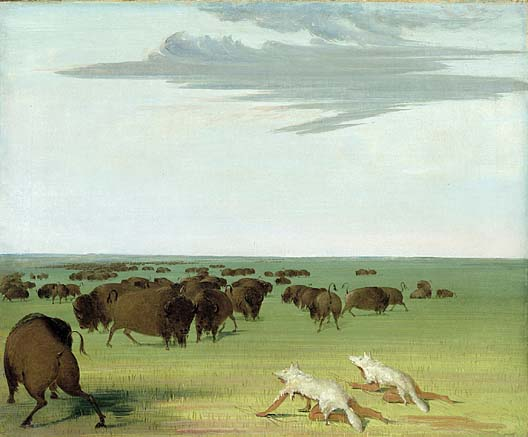
Caça de búfals sota la màscara de pell de llop (George Catlin, 1832–33)

Els primers nord-americans (paleoamericans) van arribar a les Grans Planes fa milers d'anys. Històricament, les Grans Planes van ser el territori dels blackfeet, els crows, els sioux, els xeienes, arapahoes, els comanxes i d'altres ètnies ameríndies. Les porcions orientals de les Grans Planes estaven habitades per tribus que vivien en comunitats semipermanents amb edificacions semi-enterrades, com els arikares, mandans, pawnee i wichites.

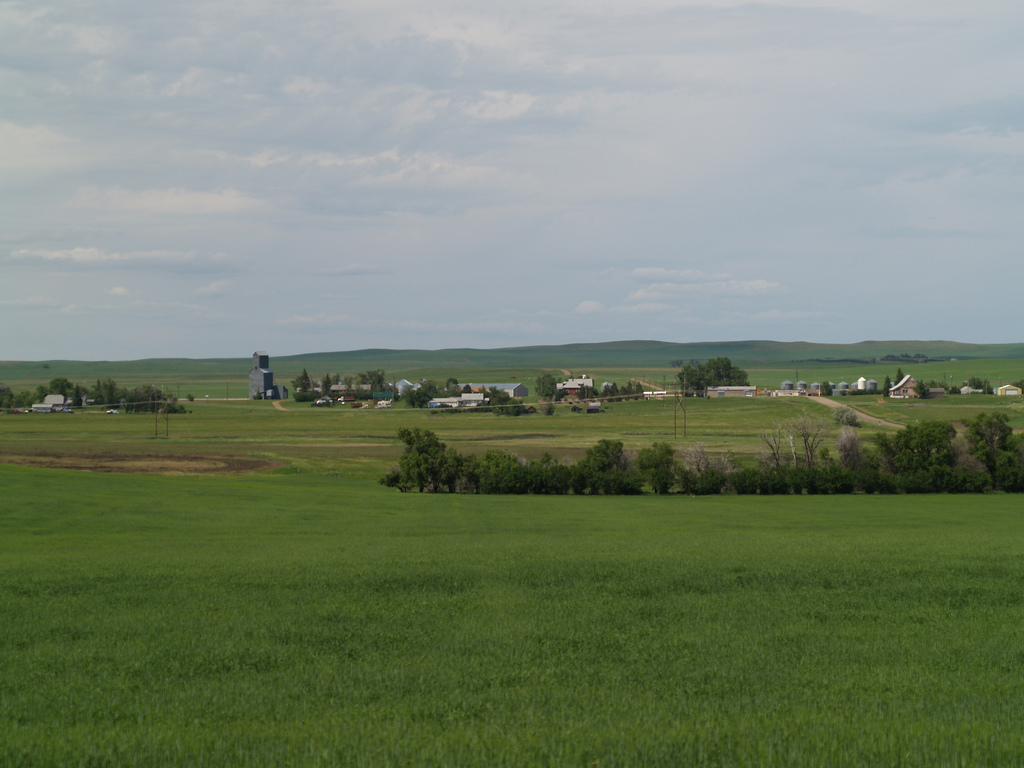
Grans planes a Dakota del Nord ca- 2007, on les comunitats van començar a establir-se a la dècada de 1870.

El primer contacte conegut entre europeus i indis a les Grans Planes es va produir a Texas, Kansas i Nebraska del 1540 al 1542 amb l'arribada de Francisco Vázquez de Coronado, conqueridor espanyol. En aquest mateix període, Hernando de Soto va creuar en direcció oest-nord-oest, en el que actualment són Oklahoma i Texas, i que ara es coneix com el "De Soto Trail". Els espanyols pensaven que les Grans Planes eren la ubicació de les mítiques Quivira i Cibola, uns llocs que es creien que eren molt rics en or.
El comerç de pells promouria l'arribada milers de colons a emplaçaments a les Grans Planes durant els següents 100 anys. Els caçadors de pell van escampar-se a través de bona part de la regió, i van mantenir contactes regulars amb els indis. Els Estats Units van incorporar nous territoris amb la Compra de la Louisiana el 1803 i van realitzar l'Expedició de Lewis i Clark el 1804-1806. Es va investigar mes aquest territori i diversos pioners van assentar-se en aquestes zones. Els llocs de comerç de pell van ser sovint la base dels assentaments posteriors. Al llarg del segle xix, més pobladors van emigrar a les Grans Planes com a part de noves adquisicions territorials dels Estats Units cap a l'oest, i es van establir noves poblacions en aquests espais.
Els colons també van portar malalties contra les que els indis no tenien resistència. Es creu que entre la meitat i els dos terços dels indis de les planes van morir de verola durant l'època de la compra de Louisiana.

### Assentament dels pioners

Colons al centre de Nebraska el 1886

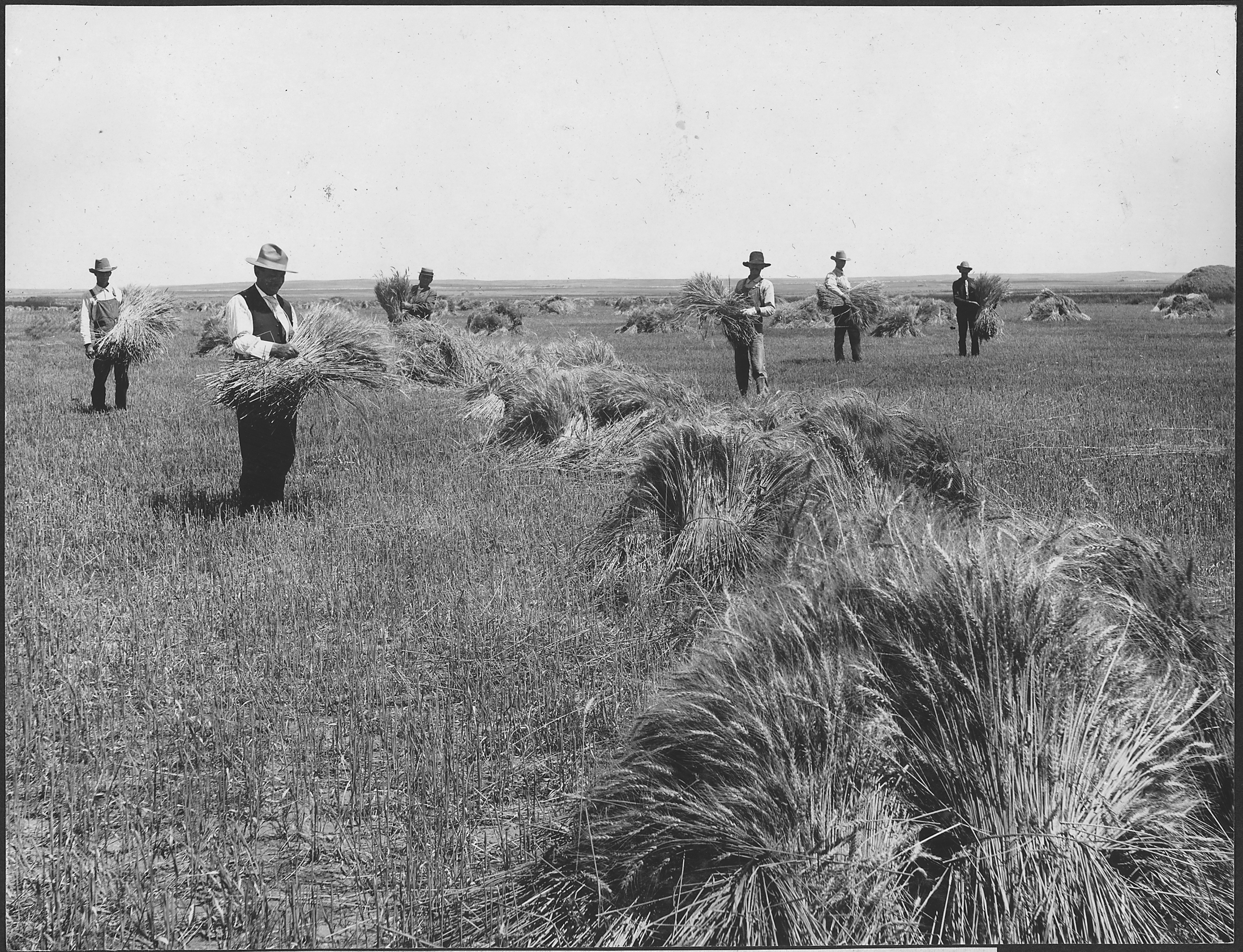
Camp de blat en feixes holandeses a prop de Mitchell, Nebraska

- Fort Lisa (1809), Dakota del Nord
- Fort Lisa (1812), Nebraska
- Fontenelle's Post (1822), Nebraska
- Cabanne's Trading Post (1822), Nebraska

Després de 1870, els nous ferrocarrils a través de les Planes propiciaren l'arribada de caçadors que van matar gairebé tot el bisó pel comerç de la seva pell. Els ferrocarrils oferien atractius paquets de terra i transport als agricultors nord-americans, que es van bolcar a establir-se en aquestes terres. També van aprofitar les lleis de propietat per obtenir finques. Els especuladors de terres i els impulsors locals van identificar moltes poblacions potencials. Aquelles que van connectar-se pel ferrocarril es van veure afavorides, mentre que les altres es van convertir en ciutats fantasmes.
Gran part de les Grans Planes es va convertir en un espai obert on el bestiar circulava lliurement, fent negocis en ranxos, on qualsevol persona era lliure de tractar amb bestiar. Entre la primavera i a la tardor, els ramaders obrien rutes on els seus cowboys marcaven els nous vedells, tractaven amb els animals, i escollien els individus per la seva venda. Aquesta ramaderia va començar a Texas i es va anar desplaçant gradualment cap al nord. Entre 1866 i 1895, els cowboys van transportar vora 10 milions de bestiar al nord en punts de ferrocarril com Dodge City, Kansas i Ogallala, Nebraska. A partir d'aquí, s'enviava el bestiar a l'est.

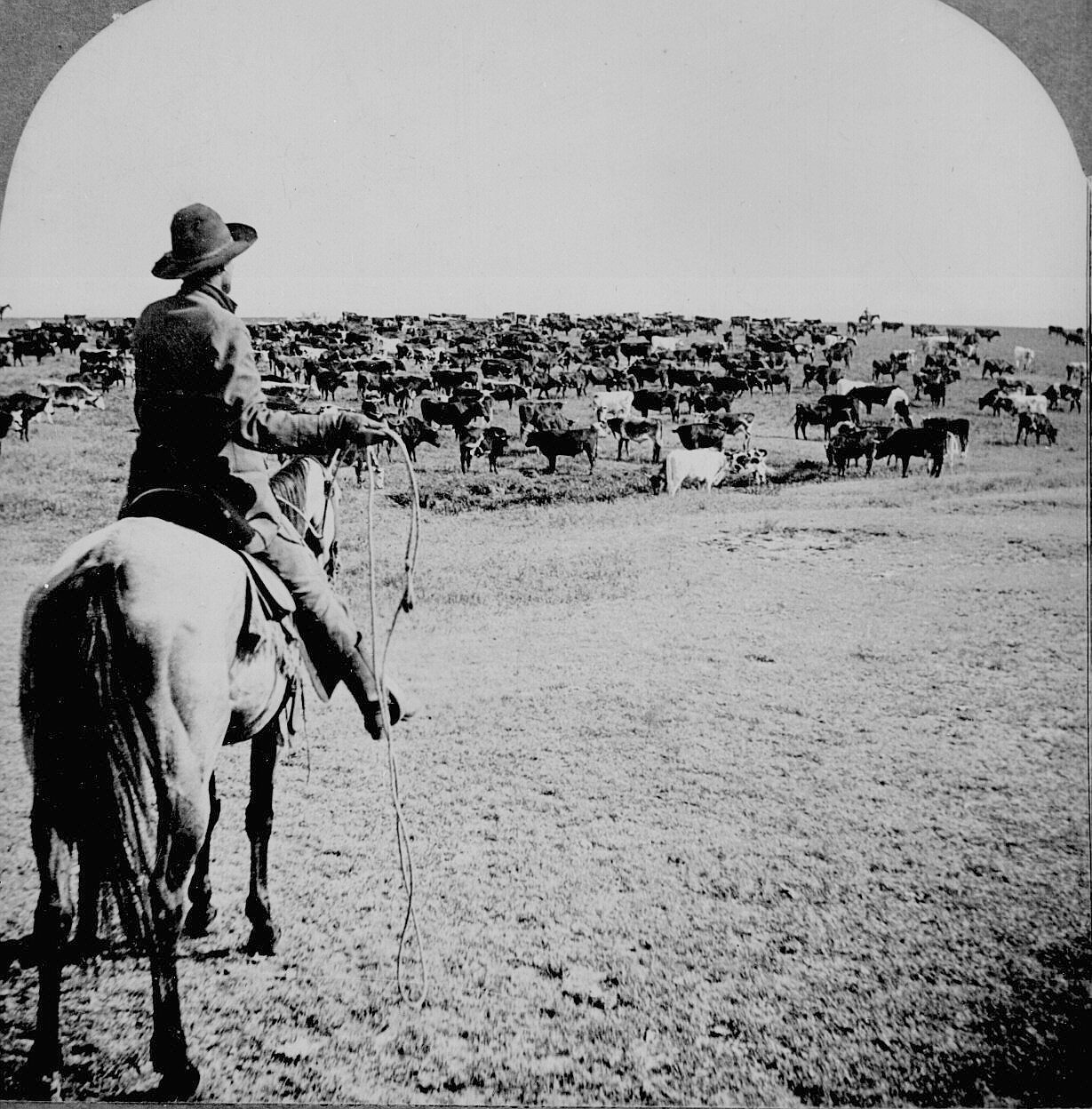
Ramat de bestiar boví i cowboy, cap al 1902

Els Estats Units van aprovar la Homestead Act de 1862 per fomentar el desenvolupament agrícola de les Grans Planes, i albergar una població en creixement. Va permetre a un colons reclamar fins a 65 hectàrees de terra, sempre que visquéssin durant cinc anys i la conreéssin. Les disposicions es van ampliar en virtut de la Kinkaid Act de 1904 per incloure una propietat de tota un espai conreat. Centenars de milers de persones van reclamar aquest tipus de cases, de vegades construint cases fora de la mateix quadrant de la terra. Molts d'ells no eren agricultors especialitzats, i els fracassos eren freqüents. La Dominion Lands Act de 1871 va utilitzar-se amb una funció similar per establir cases de propietat a les praderies del Canadà.

### Vida social

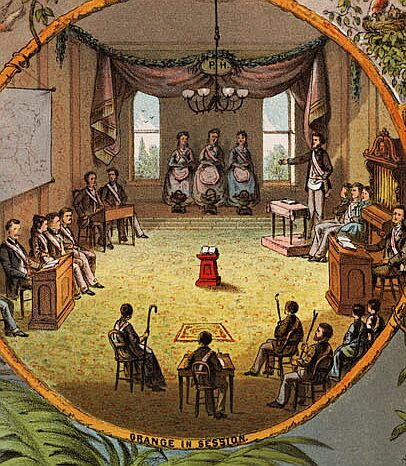
Grange in session, 1873

Els ferrocarrils van obrir les Grans Planes als assentaments, el que va permetre l'enviament de blat i altres conreus a baix cost als mercats urbans de l'est i de l'estranger. El dret a propietat individual era gratuït per als colons nord-americans. Els ferrocarrils venien la seva terra a preus barats als immigrants amb l'esperança de que generarien comerç tan bon punt es fomentéssin explotacions. Van arribar immigrants, sobretot d'Alemanya i Escandinàvia. A les planes, molt pocs homes solters van intentar explotar una granja o un ranxo, ja que van comprendre la necessitat de disposar d'una família amb nombrosos fills per fer front a les responsabilitats de la propietat. Durant els primers anys d'assentament, les dones de granja van tenir un paper decisiu a l'hora d'assegurar la supervivència familiar treballant a l'aire lliure. Després d'aproximadament una generació, les dones van abandonar cada cop més els camps, redefinint així els seus papers dins la família. Les noves tecnologies van animar les dones a recórrer a les funcions domèstiques, incloses les màquines de cosir i rentadores. Els mitjancers i els agents d'extensió del govern van promoure un moviment de tecnificació de les “tasques de la llar”, que van donar fruits com la cuina domèstica i les conserves, llibres de granja, i cursos d'economia domèstica a les escoles.
La imatge de la vida agrària de l'Oest a les praderies va emfatitzar l'aïllament de l'agricultor i la dona. Però els residents de les planes van crear vides socials força plenes. Sovint desenvolupaven activitats que combinaven la feina, menjar i entreteniment, com ara l'aixecaments de pallises, desgranat de blat de moro, confecció d'edredons, reunions de granges, activitats de l'església i funcions escolars. Les dones organitzaven àpats compartits i festes com el potluck, així com visites entre famílies.

### Segle XX

Taxes de disminució d'aigua de l'Aqüífer Ogallala

La regió centrat del Nord-oest d'Oklahoma es va conèixer com el Dust Bowl entre finals de 1920 i fins a principis de 1930. Inclou el sud-est de Colorado, al sud-oest de Kansas, el Panhandle de Texas, i l'extrem nord-est de Nou Mèxic. Els efectes d'una sequera estesa, un conreu inadequat i les crisis financeres de la Gran Depressió van obligar a molts agricultors a abandonar la terra al llarg del territori de les Grans Planes.
A partir de la dècada de 1950, moltes zones d'aquest espai, s'han convertit en terrenys productius de cultiu a causa del reg extensiu promogut per les grans empreses. Els Estats Units són un important exportador de productes agrícoles. La part sud de les Grans Planes es troba sobre l'Aqüífer Ogallala, una enorme capa subterrània d'estrats portadors d'aigua. Els dispositius mòbils de regs per aspersió s'utilitzen àmpliament a les zones agràries de les Grans Planes, donant lloc a un esgotament d'aqüífers a un ritme superior a la capacitat de recàrrega del sòl.

#### Disminució de la població
Les planes rurals han perdut un terç de la seva població des de 1920. Diversos centenars de milers de quilòmetres quadrats de les Grans Planes tenen menys de 2,3 habitants per quilòmetre quadrat. Un estandard de densitat que Frederick Jackson Turner solia exposar com la frontera nord-americana "tancada" en el 1893. Molts tenen menys de 0,77 habitants per quilòmetre quadrat. Hi ha més de 6.000 ciutats fantasmes a Kansas, segons l'historiador de Kansas, Daniel Fitzgerald. Aquest problema sovint s'agreuja amb la consolidació de les granges i la dificultat d'atraure la indústria moderna a la regió. A més, la població menor d'edat escolar ha obligat a la consolidació dels districtes escolars i al tancament d'escoles secundàries en algunes comunitats. La pèrdua continuada de població ha portat a alguns a suggerir que l'ús actual de les parts més seques de les Grans Planes no és sostenible. Per aquest motiu, hi ha hagut una proposta per retornar aproximadament 360.000 km² d'aquestes parts més seques a terres de praderies natives.

## Energia eòlica

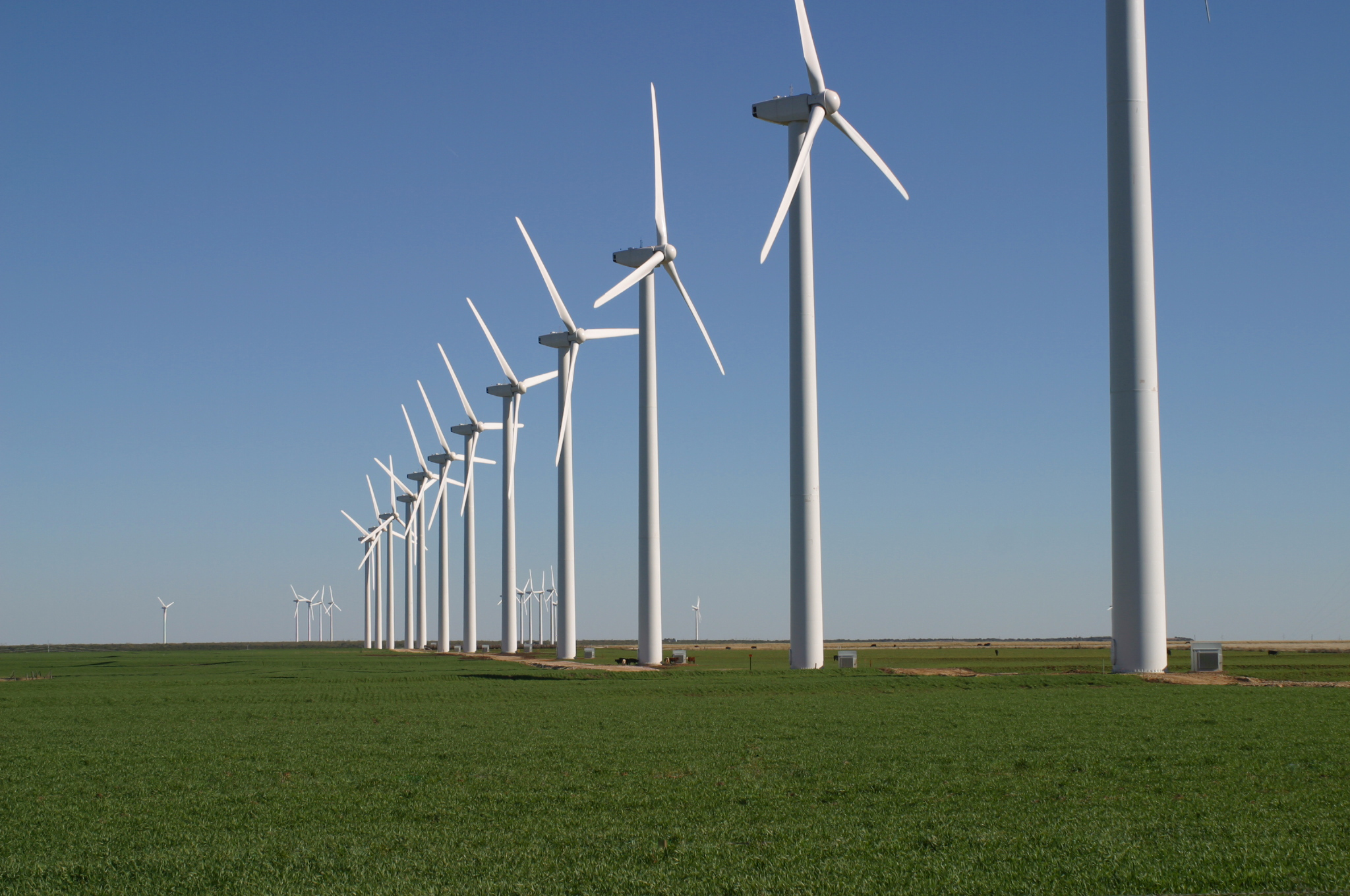
Parc eòlic a les planes de l'Est de Texas

Les Grans Planes contribueixen substancialment a l'l'energia eòlica als Estats Units. El magnat T. Boone Pickens va desenvolupar parcs eòlics després de la seva carrera com a executiu del petroli, i va demanar que els Estats Units invertissin un bilió de dòlars per construir 200.000 MW de potència eòlica a les planes com a part del que es coneix com a Pla Pickens. El model de Sweetwater, Texas, el va prendre com a exemple de revitalització econòmica impulsada pel desenvolupament de l'energia eòlica.